# Anauá
Anauá (port. Rio Anauá) – rzeka w Brazylii, w stanie Roraima. Ma 282 km długości. Jej źródła znajdują się w pobliżu granicy Brazylii z Gujaną. Rzeka płynie w kierunku zachodnim i południowo-zachodnim, uchodzi do rzeki Rio Branco. Rzeka odgrywa istotną rolę dla gospodarki rybackiej gmin Caracaraí i Rorainópolis. W języku Tupi nazwa rzeki oznacza kwitnące drzewo, jednak nie ma w regionie żadnych doniesień, które potwierdzałyby takie pochodzenie nazwy, ponieważ w stanie Roraima mieszka wiele rdzennych grup etnicznych.